# Goelack
Der Goelack, auch Gulack war eine Masseneinheit und ein für Pfeffer passendes Gewichtsmaß auf Sumatra.
- 1 Goelack = 1 ¼ Catti oder 1 ½ Pfund[2]
- 1 Goelack = 0,769 Kilogramm[3]
- 1000 Goelack = 12 ½ Picol/Picul = 1250 Catjes